# Gröntjärnen (Ovanåkers socken, Hälsingland)
Gröntjärnen är en sjö i Ovanåkers kommun i Hälsingland och ingår i Ljusnans huvudavrinningsområde.